# Arocena
Arocena é uma localidade do Departamento San Jerónimo, província de Santa Fé, Argentina, a 57 km da capital provincial Santa Fé.

## Criação da Comuna
- 8 de agosto de 1912

## Santa Padroeira
- Nossa Senhora do Rosário, festividade: 7 de outubro.

## Pontos turísticos
- Campo Ledesma

## Escolas de Educação Comum e Adultos
- Esc. M. SÁNCHEZ DE GONZÁLEZ, 70 alunos
- Esc. GRAL. JOSÉ DE SAN MARTÍN, 280 alunos
- Esc. JUAN GREGORIO DE LAS HERAS, 45 alunos
- Esc. PERITO F. P. MORENO, 50 alunos
- Centro ALFAB. Nº 225, 25 alunos
- Esc. ALFONSINA STORNI, 98 alunos

## Clubes Esportivos e Sociais
- Club. Atl. JUVENTUD UNIDA
- Club COMUNA DE AROCENA
- Club NUEVE DE JULIO

## Personalidades
- Alberto Federico Acosta El Beto Acosta, ex-futebolista (n. 23 de agosto 1966)